# Laophonte norlandica
Laophonte norlandica is een eenoogkreeftjessoort uit de familie van de Laophontidae. De wetenschappelijke naam van de soort is voor het eerst geldig gepubliceerd in 1872 door Boeck.